# انگشت کردن
انگشت کردن (به انگلیسی: Fingering) نوعی عمل جنسی است که به‌وسیله دست و انگشتان، با نواحی شهوت‌خیز یا سوراخ‌های بدن که شامل دهان، حلق، میزراه، چوچوله، فرج، مهبل و مقعد است انجام می‌شود و باعث برانگیختگی، تحریک جنسی و حتی اوج لذت جنسی می‌شود.
انگشت کردن ممکن است به تنهایی یک رابطهٔ جنسی را تشکیل دهد یا بخشی از خودارضایی دوجانبه، عشق‌بازی یا دیگر فعالیت‌های جنسی باشد که در این صورت با سکس دستی یعنی تحریک آلت تناسلی مردانه با دست شباهت پیدا می‌کند. این فعالیت‌ها لذت جنسی تولید می‌کنند، چه با رابطهٔ جنسی کامل (با دخول) همراه باشند و چه نباشند.

## طبقه‌بندی بر اساس مناطق تحریک
نواحی شهوت‌خیز مختلفی در سوراخ‌های بدن هست که به وسیله وررفتن دستی با آن نواحی ازجمله دهان، حلق، میزراه، چوچوله، فرج، مهبل و مقعد، می‌شود برانگیختگی و تحریک جنسی ایجاد کرد.

### دهان و حلق
انگشت کردن در دهان و حلق گونه ای از آمیزش دهانی است که در آن مرد یا زن برای لذت جنسی اقدام به دخول در دهان یک شریک (مذکر یا مؤنث) با فرو بردن انگشت می‌نماید. در این گونه رفتار یک طرف برای طرف دیگر یا هر دو همزمان به وسیله انگشت با ماساژ داخل دهانی؛ دهان، لب، دندانها، زبان و حلق طرف مقابل را بازی می‌دهند همزمان دهان، لب، دندانها، زبان و حلق نیز با انگشت به صورتی شبیه ماساژ بازی می‌کنند که به نحوی بازی با اندام جنسی شبیه‌سازی شود و طرف مقابل تحریک شود. این عمل جنسی گاهی ممکن است با بوسیدن، مکیدن و گاه با گاز گرفتن همراه شود. این عمل یکی از موارد آمیزش غیر دخولی محسوب می‌گردد که آن را برای عشق بازی و پیش از دخول یا در میانهٔ آن بکار می‌برند. این گونه از آمیزش می‌تواند در میان تمام گونه‌های گرایش جنسی وجود داشته باشد. ماساژ داخل دهانی همچنین روش مفیدی برای عضلاتی است که تنها از طریق کام (دهان) قابل دسترسی هستند که از جمله عضلات بین فک بالا و فک پایین، پهن‌زردپی کام به سمت بالا و حلق، عضله جونده و عضلات گونه‌ای بزرگ و گونه‌ای کوچک می‌باشند. همچنین در کاربردهای پزشکی جایگزین و مبحث انعکاس درمانی نیز به‌طور جداگانه مناطق انعکاسی دهان و دندان کار شده‌است.

### فرج
قسمتهایی از فرج، به خصوص کلیتوریس، از نواحی شهوت‌خیز هستند. ماساژ فرج، و به ویژه کلیتوریس، رایج‌ترین راه برای رسیدن به اوج لذت جنسی در خانم‌ها است. مطالعات نشان می‌دهد که ۷۰–۸۰٪ از زنان برای رسیدن به ارگاسم به تحریک مستقیم کلیتوریس نیاز دارند. گلنس یا شاخه کلیتوریس ممکن است ماساژ داده شود که معمولاً از طریق پوست غلفه و با استفاده از حرکات بالا و پایین، پهلو به پهلو یا حرکت دایره ای این کار انجام می‌شود. بقیه اندام‌های تناسلی نیز با انگشت کردن تحریک می‌شوند.

### مهبل
در حالی که مهبل به‌طور کلی حساسیت خاصی ندارد، یک سوم پایینی آن (ناحیه نزدیک ورودی) دارای جمع شدگی انتهای عصب است که هنگام تحریک در هنگام فعالیت جنسی می‌تواند احساسات لذت بخشی را ایجاد کند.
انگشت کردن در مهبل اغلب با هدف تحریک ناحیه ای انجام می‌شود که ممکن است به عنوان موضع جی نامیده شود. گزارش شده‌است که موضع جی تقریباً ۵ سانتی‌متر (۲٫۰ اینچ) بالا به سمت ناف روی دیواره جلویی مهبل قرار دارد. در مقایسه با دیواره‌های حفره مهبل توسط حالت بالشتک مانند، برجستگی‌ها و بافت کمی خشن اطراف آن این موضع شناخته می‌شود. از انگشت کردن این موضع همراه با اثر بالقوه تحریکی بر غدد شبه‌پروستاتی زنانه معمولاً به عنوان روشی که ممکن است به انزال زنان منجر شود، استفاده می‌شود.
برخی از زنان از روش «بیا اینجا» به عنوان یک کاتالیزور قابل توجه برای اوج لذت جنسی نام برده‌اند. در این روش با انگشت میانی و گاهی علاوه بر آن از انگشت اشاره یا انگشت حلقه، حرکتی مانند «بیا اینجا» با کف دست رو به بالا به سمت استخوان شرمگاهی را انجام می‌دهند. متخصصان پزشکی پیشنهاد می‌کنند قبل از تماس با مهبل، دست‌ها را بشویید تا از بهداشت مناسب به ویژه هنگام حرکت بین روزنه‌های مختلف اطمینان حاصل کنید.

### مقعد

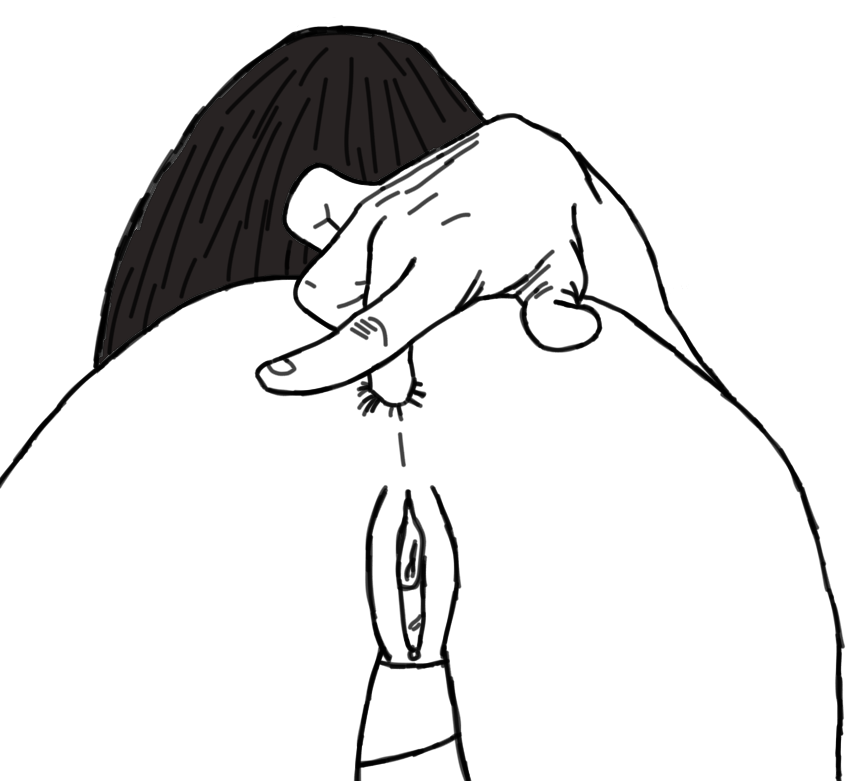
انگشت کردن مقعد

انگشت کردن در مقعد به دلیل وجود تعداد زیاد پایانه‌های اعصاب محیطی در ناحیهٔ مقعد می‌تواند لذت‌بخش باشد. همچنین انبساط ماهیچه‌های اسفنکتر مقعد در هنگام فرو بردن انگشت می‌تواند لذت مضاعفی تولید کند.
یک روان‌ساز باکیفیت هم برای افزایش حساسیت پذیری لذت‌بخش و هم برای کمک به فرورفتن انگشت توصیه می‌شود. بعضی افراد ترجیح می‌دهند تا فقط حلقهٔ بیرونی دور مقعد تحریک شود، در حالی که دیگران میل دارند این عمل با وارد کردن یک یا چند انگشت به داخل مقعد همراه شود. انگشت کردن مقعد هم می‌تواند به تنهایی یک کنش جنسی باشد و هم پیش‌درآمدی برانگیزنده برای انجام آمیزش مقعدی در پی آن. انگشت کردن مقعدی می‌تواند شخص انگشت شونده را تحریک جنسی کند، موجب شود تا ماهیچه‌های مقعد شل شده و برای ورود آلت جنسی مردانه یا هر وسیلهٔ جنسی دیگری آماده شوند و در نتیجه رابطه جنسی را راحت تر می‌کند.

### میزراه
انگشت کردن در میزراه با عبارت تحریک میزراه‌ یا میزراه‌بازی در متون جنسی به کار می‌رود. میزراه‌بازی می‌تواند به صورت دستی یا با قرار دادن اشیاء انجام شود که در واقع به معنای وارد کردن یک جسم خارجی نرم یا سخت به درون میزراه است. با انگشت کردن نیز این کار صورت می‌گیرد که انگشت کردن میزراه خوانده می‌شود. انگشت کردن میزراه نیاز به احتیاطات ویژه دارد، مانند نداشتن ناخن تیز در انگشتی که به داخل آلت تناسلی وارد شده‌است. تحریک میزراه یا به عنوان بخشی از عشقبازی یا برای خودارضایی استفاده می‌شود. معمولاً قسمت جلویی میزراه به صورت دستی و با انگشت کردن تحریک می‌شود. برای این منظور، بسته به اندازه دهانه میزراه، می‌توان نوک انگشت را وارد کرد و با حرکات ماساژ تحریک کرد. میزراه یک قسمت حساس از بدن انسان است. میزراه مرد توسط بافت نعوظی متشکل از جسم غاری (به انگلیسی: Corpus cavernosum) و جسم اسفنجی (به انگلیسی: Corpus Spongiosum) احاطه شده‌است. بافت مشابهی نیز مجرای ادرار زن را احاطه کرده‌است که با ساختارهای عمیق‌تر از کلیتوریس احاطه شده‌است. از این نظر، این منطقه از نواحی شهوت‌خیز است، و تحریک می‌تواند بسیار لذت بخش تلقی شود و همچنین منجر به ارگاسم شود. دهانه میزراه به دلیل پتانسیل تحریک احساسات جنسی در خود، به عنوان موضع U (urethral-میزراه) شناخته می‌شود، که مشابه موضع جی می‌باشد.